# Тамим (имя)

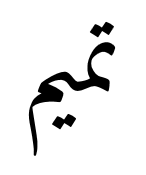
Тамим

Тамим (араб. تميم‎ — «совершенный») — арабское имя, происходит от глагола «тм» — «быть совершенным». Имя является однокоренным с именем «Таммам» («Дополняющий») и со словом «тамима» («амулет»).
- Бану Тамим
- Тамим бин Хамад Аль Тани
- Тамим, Сюзанна
- Ахмед Тамим
- Аль Кубати, Тамим
- Анам, Тамима

Таммам
- Таммам ибн Аббас ибн Абд аль-Мутталиб — сахаб и двоюродный брат пророка Мухаммеда.
- Абу Таммам
- Салам, Таммам

Ат-Тамими
- Ат-Тамими — деревня в Ливии в округе Дерна.
- Аль-Фараздак Хаммам ибн Галиб ад-Дарими ат-Тамими — поэт.
- Джарир ибн Атыя аль-Хатафи ат-Тамими — поэт-сатирик.
- Абдуллах ибн Абдуррахман ад-Дарими ат-Тамими — хадисовед.